# 紀元前356年
紀元前356年（きげんぜん356ねん）は、ローマ暦の年である。

## 他の紀年法
- 干支 : 乙丑
- 日本
  - 皇紀305年
  - 孝安天皇37年
- 中国
  - 周 - 顕王13年
  - 秦 - 孝公6年
  - 楚 - 宣王14年
  - 斉 - 威王元年
  - 燕 - 文公6年
  - 趙 - 成侯19年
  - 魏 - 恵王14年
  - 韓 - 昭侯7年
- 朝鮮
  - 檀紀1978年
- ベトナム :
- 仏滅紀元 : 189年
- ユダヤ暦 :

## できごと

### ギリシア
- ヘロストラトスがエフェソスのアルテミス神殿に放火し、死刑となる。
- アレクサンドロス3世がマケドニア王ピリッポス2世の子として生まれる。
- ピリッポス2世がクリニデスを征服し、フィリッポイと改名。

### 中国
- 秦の孝公が商鞅を左庶長に任命して変法を実行させた（第一次変法）。
- 斉の威王が即墨大夫を万家に封じるいっぽう、阿大夫の汚職を責めて処断したため、斉の国内は粛然とした。
- 趙と燕が阿で会合した。
- 趙と斉と宋が平陸で会合した。
- 魯・衛・宋・韓の国君が魏の恵王に朝見した。

## 誕生
- アレクサンドロス3世、マケドニア王（+ 紀元前323年）
- レオンナトス、アレクサンドロス3世に仕える武将、ディアドコイの一人（+ 紀元前322年）
- ヘファイスティオン、マケドニアの将軍、兵士、アレクサンドロス3世の友人（+ 紀元前324年）
- 恵文王、秦の王（+ 紀元前311年）

## 死去
- カブリアス、アテナイの将軍
- ヘロストラトス、有名になりたいという野心から、アルテミス神殿に放火した人物